# WASABI
『WASABI』（ワサビ）は、日本を舞台にフランスで製作されたコメディ調のアクションサスペンス映画。リュック・ベッソン脚本、ジェラール・クラヴジック監督、ジャン・レノ、広末涼子主演。
フランスでは2001年10月31日、日本では2002年2月2日に公開された。

## あらすじ
気は優しいが手が早いフランスの警察官・ユベール（ジャン・レノ）は捜査中に署長の息子に一発お見舞いしてしまい、停職処分を喰らってしまう。その時に弁護士から電話がかかってきた。19年前にユベールの元から姿を消した最愛の女・ミコが死んだというのだ。
ユベールは日本に向かう。ユベールは知らなかった。ユベールとミコの間には娘・ユミ（広末涼子）がいたことを。
残されたのは、二億ドルと鍵。その金を狙うヤクザ組織に友人モモ（ミシェル・ミューラー）と協力して戦う。

## 概要・備考
- 日本とフランスが舞台になっている。秋葉原（作中では「新宿」とされる）、赤坂(ＴＢＳ)、清水寺、帝国ホテル、藤沢ジャンボゴルフ（神奈川県）等がロケ地として映画に出てくる。
- 劇中で、鬼束ちひろの楽曲「螺旋」（アルバム『インソムニア』収録）が使用された。またPUFFYの楽曲もED時に使用。
- また、劇中に登場するゲームセンターのシーンでも、コナミのDance Dance Revolution（5th Mix。この際プレイしていた曲はBeForUの「DIVE」）やナムコのファイナルハロン、トラック狂走曲など、日本で実際に稼働していた筐体が使われている（ただし、プレイしていたガンシューティングゲームは架空のものである）。
- 劇中、防衛庁（現・防衛省）が警察機構であるかのような設定になっていた（ヤクザによる犯罪での潜入捜査があったという台詞がある）。治安維持や犯罪捜査は警察庁以下都道府県警察が行なっており、防衛庁は国防のみで治安維持の権限がない。『TAXi2』と同様フランスにおける国家憲兵隊の役割と混同したことによる誤りと思われる。ただし、実際に後半出動したのは警視庁及び特殊急襲部隊である。
- 劇中のユミの部屋には、『The Amazing Spider-Man』の日本公開時のポスター、『ウルトラセブン』のキングジョー、『ウルトラマンレオ』のサタンビートルのソフビ人形などが飾られている。

## キャスト
| 役名                         | 俳優                       | 日本語吹替                                                                              | 日本語吹替 |
| 役名                         | 俳優                       | ソフト版                                                                                | テレビ東京版 |
| ---------------------------- | -------------------------- | --------------------------------------------------------------------------------------- | --- |
| ユベール・フィオレンティーニ | ジャン・レノ               | 大塚明夫                                                                                | 菅生隆之 |
| ユミ                         | 広末涼子                   | 広末涼子                                                                                | 坂本真綾 |
| モーリス（モモ）             | ミシェル・ミューラー       | 牛山茂                                                                                  | 中尾隆聖 |
| ソフィア                     | キャロル・ブーケ           | 五十嵐麗                                                                                | 高島雅羅 |
| タカナワ                     | 笈田ヨシ                   | 池田勝                                                                                  | 岩崎ひろし |
| オリヴィエ                   | ジャン＝マルク・モンタルト | 中田和宏                                                                                | |
| イシバシ                     | 平田晴彦                   | 長克巳                                                                                  | 塾一久 |
| その他                       | N/A                        | 平野稔 諸角憲一 有本欽隆 内田直哉 佐藤しのぶ 宝亀克寿 伊藤和晃 土田大 鶴博幸 小池亜希子 | 池田勝 佐々木梅治 中村秀利 斎藤志郎 堀江真理子 いまむらのりお 天田真人 朴璐美 宝亀克寿 廣田行生 小尾元政 根本泰彦 |
| 日本語版制作スタッフ         |                            |                                                                                         | |
| 演出                         | 演出                       | 向山宏志                                                                                | 蕨南勝之 |
| 翻訳                         | 翻訳                       | 伊藤美穂                                                                                | 高山美香 |
| 調整                         | 調整                       | 佐藤隆一                                                                                | 金谷和美 |
| 効果                         | 効果                       |                                                                                         | リレーション |
| 担当                         | 担当                       |                                                                                         | 別府憲治 （HALF H･P STUDIO）                                                                                      |
| 配給                         | 配給                       |                                                                                         | 日本ビクター |
| プロデューサー               | プロデューサー             |                                                                                         | 久保一郎 渡邉一仁 寺原洋平 （テレビ東京）                                                                         |
| 制作                         | 制作                       | ビデオテック                                                                            | テレビ東京 HALF H・P STUDIO                                                                                       |

- テレビ東京版：初回放送2004年4月1日『木曜洋画劇場』 21:00-22:54

## スタッフ
- 監督：ジェラール・クラヴジック
- プロデューサー：リュック・ベッソン、間瀬泰宏
- 脚本：リュック・ベッソン
- 撮影：ジェラール・ステラン
- 音楽：エリック・セラ、ジュリアン・シュルタイス
- 美術監督：ジャック・ブフノワール（フランス語版）、ジャン＝ジャック・ジェルノール
- 製作：ヨーロッパ・コープ、TBSテレビ

日本側スタッフ
- 制作協力：デスティニー、クロス・メディア
- 総指揮：小滝祥平、佐倉寛二郎
- 美術：小川富美夫
- アクション監督：高瀬将嗣